# Walkenried
Walkenried (phát âm tiếng Đức: [valkənˈʁiːt]) là một đô thị của huyện Osterode, bang Niedersachsen, Đức. Đô thị này có diện tích 12,23 km². Đô thị này nằm ở phía nam Harz, cự ly khoảng 15 km về phía nam của Braunlage, và 15 km về phía tây bắc của Nordhausen.
Walkenried là thủ phủ của Samtgemeinde ("đô thị tập thể") Walkenried. 